# Chrysochlamys caribaea
Chrysochlamys caribaea är en tvåhjärtbladig växtart som beskrevs av Ignatz Urban. Chrysochlamys caribaea ingår i släktet Chrysochlamys och familjen Clusiaceae. Inga underarter finns listade i Catalogue of Life.